# Constel·lació del Pegàs
El Pegàs (Pegasus) és una constel·lació de l'hemisferi nord anomenada així degut al mític Pegàs el cavall alat de la mitologia grega. Fou esmentada en el segle I dC per Claudi Ptolemeu a l'Almagest i catalogada per William Herschel el 1783. És una de les 88 constel·lacions modernes i una de les 48 constel·lacions Ptolemaiques. Pegàs és la setena constel·lació del cel per extensió (1.121 graus quadrats). Les estrelles més brillants de Pegàs, Markab (α Pegasi), Scheat (β Pegasi), de la segona magnitud, i Algenib (γ Pegasi), de la 3a magnitud, formen el triangle de l'ala del cavall.

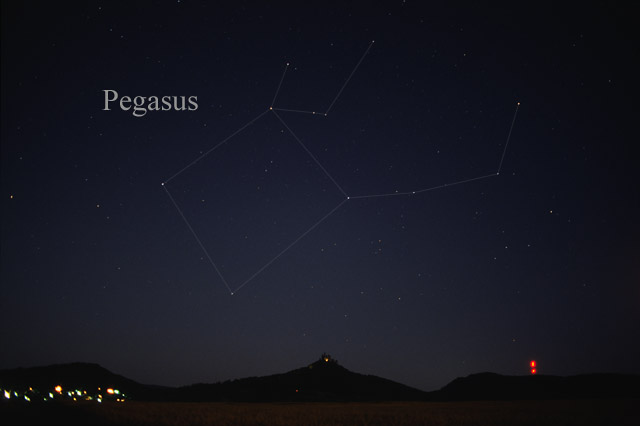
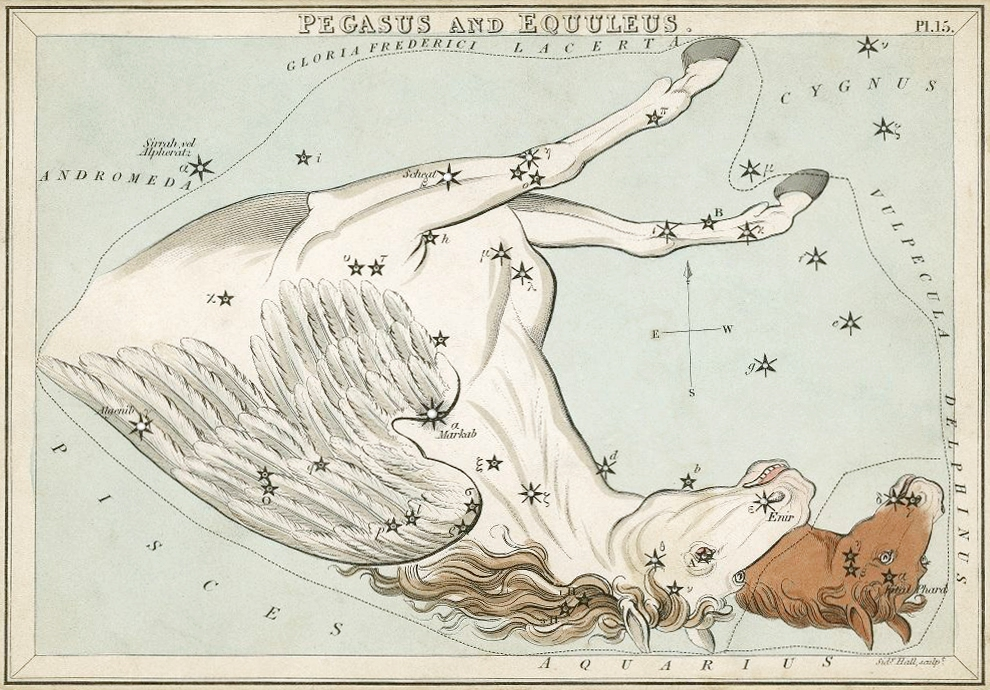

El cos del cavall està constituït per un quadrilàter format per Markab, λ Pegasi, ι Pegasi i ξ Pegasi. Les potes anteriors de Pegàs estan compostes per dues estrelles de la 4a magnitud que no tenen designació de Bayer, tenen números de Flamsteed: 1 Pegasi i 9 Pegasi. Enif (ε Pegasi) (de la 3a magnitud) i Baham (θ Pegasi) formen les potes de darrere. ρ Pegasi i σ Pegasi apareixen a la coa, però són poc brillants (cinquena magnitud). Matar (η Pegasi) (de 3a magnitud) i π Pegasi (el musell) formen el cap de Pegàs. Sadalbari (μ Pegasi) està situada a la base del seu coll. Les tres estrelles més brillants de Pegàs formen, amb Sirrah (α Andromedae), un asterisme anomenat el «Quadrat del Pegàs». Sirrah era abans assignat a Pegàs amb la designació δ Pegasi.

## Característiques destacables

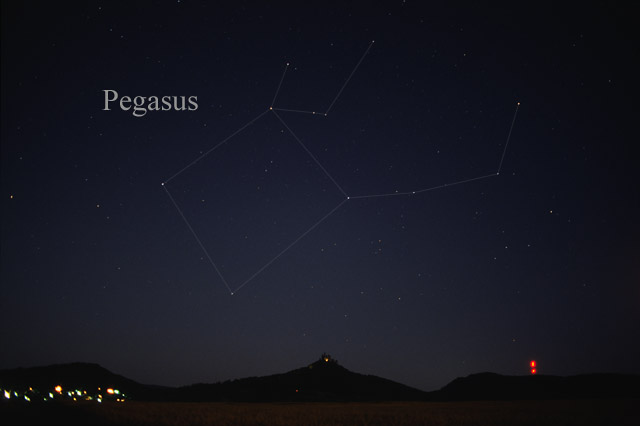
Constel·lació de Pegàs. [http://www.allthesky.com/constellations/visualconstellations.html AlltheSky.com

Johann Bayer va catalogar 25 estrelles en la constel·lació, donant-los les denominacions de Bayer des d′alfa a psi.
L'astre més brillant de Pegàs és Enif (ε Pegasi), supergegant ataronjada de tipus espectral K2Ib-II amb una lluminositat bolomètrica unes 9800 vegades més gran que la del Sol i una temperatura efectiva de 9.365 K.
La segona estrella més brillant és Scheat (β Pegasi), gegant vermella de tipus espectral M; unes 95 vegades més gran que el Sol, la temperatura és de 3689 K.
Markab (α Pegasi), tercera estrella pel que fa a brillantor, és una estrella blanca —catalogada com B9V,
 B9III o A0IV— molt més calent, amb una temperatura efectiva de 10.100 K; està situada a 133 anys llum.
γ Pegasi, oficialment anomenada Algenib per la IAU, és una subgegant blanc-blau de tipus B2IV i una estrella polsant híbrida, doncs fluctua com una variable Beta Cephei i com una estrella B polsant lenta (SPB).
Markab, Scheat i Algenib, al costat d'Alpheratz (α Andromedae), formen el gran asterisme conegut com el Quadrant de Pegàs.
Diverses altres estrelles de Pegàs tenen nom propi. Matar (η Pegasi) és una binària formada per una gegant lluminosa groga de tipus G8II i una estrella de la seqüència principal de tipus F0V el període orbital del qual és de 818 dies.
ζ Pegasi, que rep el nom d'Homam, és un estel blanc-blau de tipus B8V, més calenta i lluminosa que Biham (θ Pegasi), estrella blanca de la seqüència principal de tipus A1Va.
Salm (τ Pegasi) és un estel A5V químicament peculiar el contingut metàl·lic del qual és diferent del trobat en el Sol: escandi, itri i sodi mostren valors molt per sobre dels solars , mentre que altres elements com titani, crom i níquel són deficitaris.
A diferència de les anteriors estrelles, Sadalbari (μ Pegasi) és una geganta groga amb un diàmetre unes 12 vegades més gran que el del Sol, xifra calculada a partir de la mesura directa del seu diàmetre angular.

HR 8799 (centre) i els seus quatre planetes: Imatge obtinguda des de l'observatori Keck

Un anàleg solar en aquesta constel·lació, Helvetios (51 Pegasi), és orbitat pel primer planeta extrasolar descobert; aquest descobriment es va dur a terme des de l'Observatori de l'Alta Provença el 1995. El planeta, anomenat Dimidium, orbita a una distància respecte a l'estrella de 0,0527 ua —un 5,3% de la distància entre la Terra i el Sol— al llarg d'un període orbital de 4,23 dies. A la seva atmosfera s'ha detectat vapor d'aigua però no s'ha trobat evidència d'altres molècules com a metà o diòxid de carboni.
Igualment, HR 8799 és una estrella blanc-groga de la seqüència principal amb, almenys, quatre planetes. Tres d'ells van ser observats directament des dels telescopis Keck i Gemini de Hawaii. El planeta més allunyat de l'estrella orbita just dins d'un disc de pols i enderrocs semblant al cinturó de Kuiper del nostre sistema solar.
Una altra estrella de Pegàs amb un planeta és HD 209458; anàlisi espectroscòpics del planeta HD 209458 b han proporcionat la primera evidència de vapor d'aigua atmosfèric més enllà del sistema solar.
Un sistema atípic és el que constitueix V391 Pegasi —una subenana blava calenta, estrella extrema de la branca horitzontal— amb un planeta la massa del qual és almenys 3, 7 vegades més gran que la de Júpiter en òrbita a 1,7 ua de l'estrella.
Així mateix, HN Pegasi és una nana groga semblant al Sol que està vinculada físicament a una nana marró, de la qual s'ha obtingut una imatge directa amb la Infrared Array Camera (IRAC) del telescopi espacial Spitzer.
EQ Pegasi és un sistema binari format per dues nanes vermelles fulgurants. En 2022 es va descobrir un planeta jovià en òrbita al voltant de la component principal del sistema mitjançant astrometria de ràdio; amb una massa estimada 2,3 vegades més gran que la de Júpiter, té un període orbital de 284,4 dies.

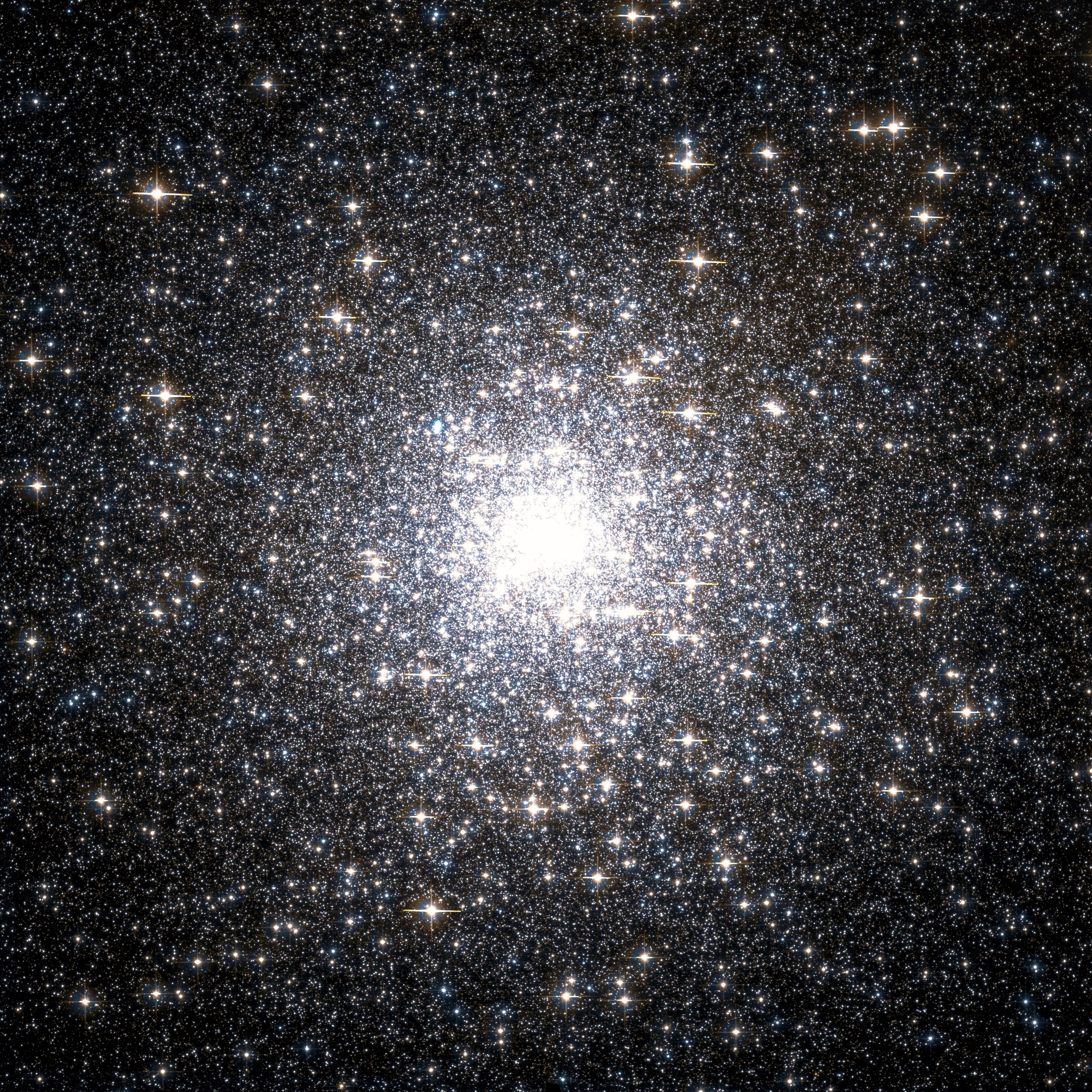
Imatge del cúmul M15 obtinguda amb el Hubble

Entre les variables de la constel·lació es troba R Pegasi, variable Mira amb un període de 378,1 dies.
D'altra banda, U Pegasi és una binària de contacte —les dues components estan tan properes que comparteixen la seva capa exterior de gas— el període orbital de la qual és de només 9 hores.
Una altra variable és el sistema IK Pegasi, compost per una estrella blanca de la seqüència principal i una nana blanca amb un període orbital —determinat amb l'Extreme Ultraviolet Explorer— de 21,72168 dies. Distant a 154 anys llum, és el candidat a supernova més proper a la Terra.
Per la seva banda, II Pegasi és una binària i una de les variables RS Canum Venaticorum més actives i estudiades del cel nocturn; una dels seus components, una subgegant de tipus K-prompè és una de les estrelles fredes més actives magnèticament.

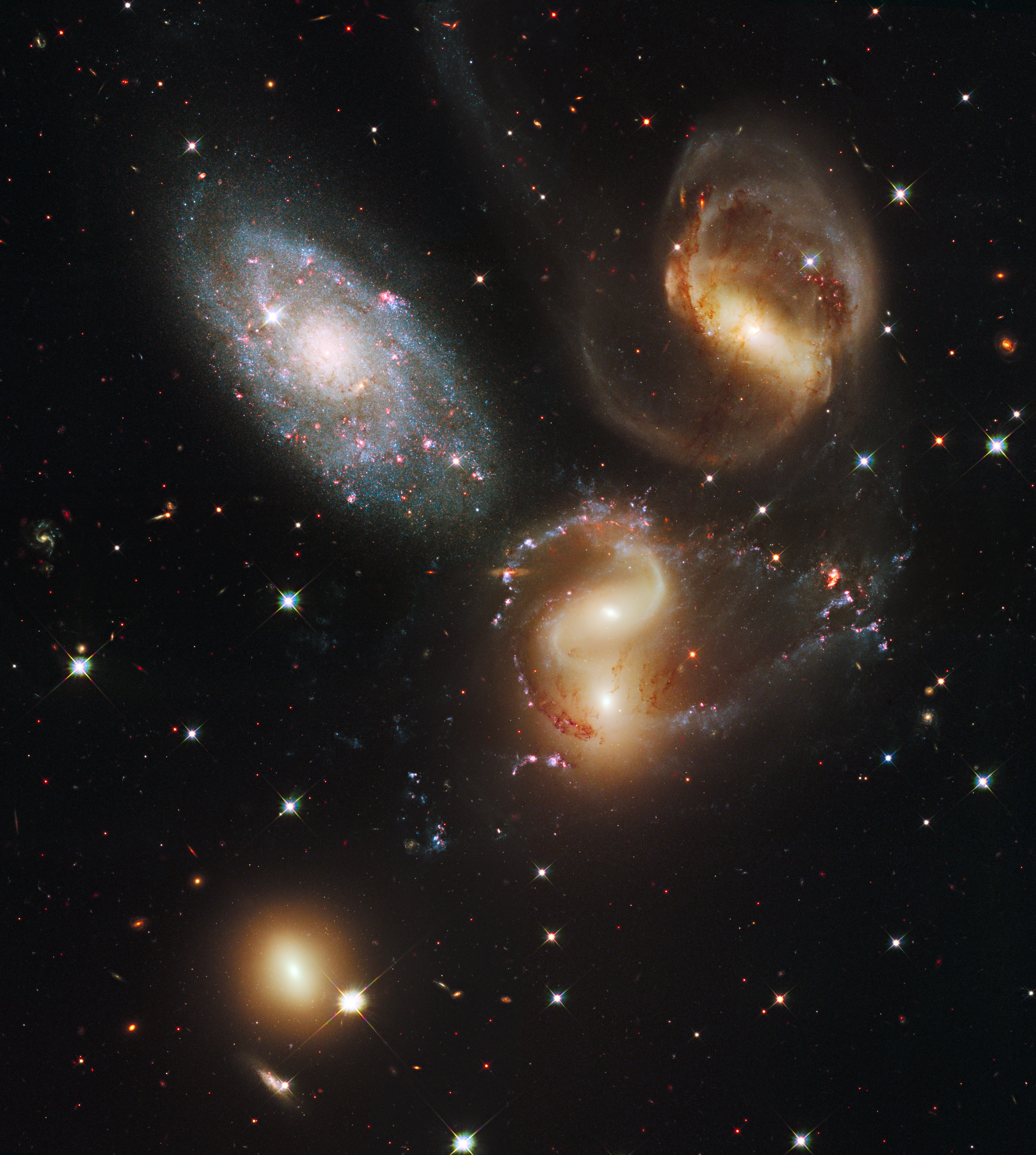
Quintet de Stephan (HST)

M15 és un cúmul globular a Pegàs. De magnitud visual 6,2, és a uns 35.700 anys llum de distància. Amb una edat estimada de 12.500 milions d'anys, és un dels cúmuls globulars més antics coneguts i una relíquia dels primers anys de la nostra Via Làctia galàxia.
NGC 7331 és una galàxia espiral que es troba a 14,7 milions d'anys llum de distància, xifra estimada a partir de les variables cefeides que conté. Pertany a una agrupació galàctica al costat de quatre galàxies més (NGC 7335, NGC 7336, NGC 7337 i NGC 7340). La galàxia sembla similar en grandària i estructura a la Via Làctia, per la qual cosa de vegades se la coneix com la «bessona de la Via Làctia».
Un altre objecte de l'espai profund és l'anomenat Quintet de Stephan, conjunt visual de cinc galàxies el·líptiques, de les quals quatre formen un veritable grup de galàxies. La galàxia més brillant del conjunt és NGC 7320, a només 40 milions d'anys llum de distància, i és l'única que no està físicament vinculada amb les altres.
NGC 7742 és una altra galàxia espiral, vista de front, que es troba a 72 milions d'anys llum de la Terra. És notable per tenir un anell però cap barra.

## Estrelles principals

### Enif (ε Pegasi)
Enif (ε Pegasi) és l'estrella més brillant de la constel·lació (i la 84a més brillant del cel). Amb una magnitud aparent de 2,39, una mica més brillant que Scheat.
Enif és una supergegant taronja, devers 175 vegades més gran que el Sol i 11 vegades més massiva. Està catalogada com a estrella variable, car ejectà una vasta quantitat de matèria el 1972 que ha reduït temporalment la seva magnitud fins a 0,70.

### Scheat (β Pegasi)
Scheat (β Pegasi), al sud-est de la constel·lació, és de la magnitud aparent 2,44. Distant 200 anys llum, és una gegant vermella almenys 200 vegades més gran que el Sol. Com moltes estrelles d'aquest tipus, Scheat és una variable irregular, i la seva magnitud evoluciona entre 2,40 i 3,00.

## Altres estrelles
Una altra estrella de la constel·lació té un nom propi: Homam (ζ Pegasi).
És remarcable també que una estrella d'aquesta constel·lació, 51 Pegasi, té el primer planeta extrasolar que es va descobrir. Fa 0,47 vegades la massa de Júpiter, orbita en sols 4,23 dies, a devers 0,05 ua de l'estrella.
Dos altres exoplanetes, voltant les estrelles HD 209458 i HD216770, han estat detectats en aquesta constel·lació.

### Taula de les estrelles de Pegàs
Els valors numèrics provenen de les dades mesurades pel satèl·lit Hipparcos i els noms en àrab de la plana de José Gómez Castaño i Abdellatif Nouiri.
| Estrella          | Magnitud aparent | Magnitud absoluta | Distància (anys llum) | Tipus espectral | Nom àrab   |
| ----------------- | ---------------- | ----------------- | --------------------- | --------------- | ---------- |
| Enif (ε Peg)      | 0,70             | -5,87             | 673                   | K2Ibvar         | الانف      |
| Scheat (β Peg)    | 2,44             | -1,49             | 199                   | M2II-IIIvar     | الساق      |
| Markab (α Peg)    | 2,49             | -0,67             | 140                   | B9.5III         | منكب الفرس |
| Algenib (γ Peg)   | 2,83             | -2,22             | 333                   | B2IV            | الجنب      |
| Matar (η Peg)     | 2,93             | -1,16             | 215                   | G2II-III        | سد مطر     |
| Homam (ζ Peg)     | 3,41             | -0,62             | 209                   | B8.5V           | سد الهمام  |
| Sadalbari (μ Peg) | 3,51             | 0,74              | 117                   | M2III           | سد البرئ   |
| Baham (θ Peg)     | 3,52             | 1,16              | 97                    | A2V             | البهام     |
| ι Peg             | 3,77             | 3,42              | 38                    | F5V             |            |
| λ Peg             | 3,97             | -1,45             | 395                   | G8II-III        |            |
| 1 Peg             | 4,08             | 0,71              | 154                   | K1III           |            |
| κ Peg             | 4,14             | 1,40              | 115                   | F5IV            |            |
| ξ Peg             | 4,20             | 3,15              | 53                    | F7V             |            |
| χ Peg             | 4,20             | 3,15              | 53                    | F7V             |            |
| π² Peg            | 4,28             | -0,16             | 252                   | F5III           |            |
| υ Peg             | 4,42             | 0,79              | 173                   | F8IV            |            |
| 9 Peg             | 4,43             | -2,78             | 901                   | G5Ib            |            |
| 2 Peg             | 4,52             | -1,14             | 443                   | M1III           |            |
| 55 Peg            | 4,54             | -0,43             | 322                   | M2III           |            |
| 70 Peg            | 4,54             | 0,86              | 178                   | G8III           |            |
| τ Peg             | 4,58             | 1,03              | 167                   | A5V             |            |
| ψ Peg             | 4,63             | -0,98             | 433                   | M3III           |            |
| 56 Peg            | 4,76             | -1,32             | 537                   | K0IIp           |            |
| 35 Peg            | 4,78             | 1,33              | 160                   | K0III           |            |
| 32 Peg            | 4,78             | -1,57             | 607                   | B9III           |            |
| ο Peg             | 4,80             | -0,05             | 305                   | A1IV            |            |
| IN Peg            | 4,82             | -2,55             | 971                   | B2IV-V          |            |
| ν Peg             | 4,86             | 0,32              | 263                   | K4III           |            |
| ρ Peg             | 4,91             | 0,22              | 282                   | A1V             |            |
| 78 Peg            | 4,93             | 0,65              | 235                   | K0III           |            |
| 72 Peg            | 4,97             | -1,16             | 548                   | K4III           |            |
| GZ Peg            | 5,05             | -1,79             | 762                   | M4Sv            |            |
| φ Peg             | 5,06             | -0,58             | 437                   | M2III           |            |
| 14 Peg            | 5,07             | 0,23              | 303                   | A1Vs            |            |
| 77 Peg            | 5,09             | -1,91             | 818                   | M2III           |            |
| 16 Peg            | 5,09             | -0,89             | 512                   | B3V             |            |
| 66 Peg            | 5,09             | 0,06              | 330                   | K3III           |            |
| σ Peg             | 5,16             | 3,02              | 88                    | F7IV            |            |
| 59 Peg            | 5,15             | 0,70              | 253                   | A5Vn            |            |
| 12 Peg            | 5,29             | -2,41             | 1 129                 | K0Ib            |            |
| 7 Peg             | 5,30             | -0,72             | 522                   | M2III           |            |
| HT Peg            | 5,30             | 1,49              | 188                   | A4Vn            |            |
| HW Peg            | 5,33             | -0,90             | 575                   | M5IIIa          |            |
| HR 8475           | 5,34             | 0,87              | 256                   | K2III           |            |
| 13 Peg            | 5,34             | 2,72              | 109                   | F2III-IV        |            |
| 64 Peg            | 5,35             | -1,69             | 834                   | B6III           |            |
| 30 Peg            | 5,37             | -1,88             | 919                   | B5IV            |            |
| 58 Peg            | 5,39             | -1,00             | 619                   | B9III           |            |
| 51 Peg            | 5,45             | 4,52              | 50                    | G5V             |            |
| 5 Peg             | 5,46             | 0,49              | 321                   | F1IV            |            |
| KS Peg            | 5,49             | 1,17              | 239                   | A1Vn            |            |

## Objectes celestes
A Pegàs hi ha igualment molts d'objectes celestes:
- M15, un cúmul globular a prop d'Enif.
- NGC 7742, una galàxia de Seyfert de tipus 2.
- galàxies espirals NGC 7217 i NGC 7331.
- HCG 92, anomenat també el «Quintet d'Stephan», és un petit cúmul de cinc galàxies: NGC 7317, NGC 7318A, NGC 7318B, NGC 7319 i NGC 7320.
- La Creu d'Einstein és l'exemple més conegut de miracle gravitacional: la imatge d'un quasar, situat darrere una galàxia més pròxima pareix quàdruple, la llum del quasar és desviada i reconcentrada per la galàxia.
- Andròmeda VI